# DISCIPLINE 〜The record of a Crusade〜
『DISCIPLINE〜The record of a Crusade〜』（ディシプリン ザ・レコード・オブ・ア・クルセイド）は、2002年8月30日にActiveから発売されたアダルトゲームおよびゲームを原作としたアダルトアニメである。
『HEARTWORK』、『Bible Black』と続いた聖少女三部作の最終作である。前2作と比較してダーティ要素を抑えているのが大きな相違となる。2009年5月29日には、本作の前日談となる『DISCIPLINE LS』が発売された。

## あらすじ
DISCIPLINE〜The record of a Crusade〜
早見拓郎は「聖アルカディア学園」に編入する。
最初の頃こそ元女子校である学園に編入できたことを喜ぶが、やがてそれが大きな間違いだったことを思い知らされる。そして、拓郎は学園を巡る戦いに巻き込まれることになる。
DISCIPLINE LS
聖アルカディア学園に入学したレオナ。彼女は、自らの欲望のまま美少年たちをわがものにし、教師であろうと逆らう者には罰を与えた。
一方、まじめな性格の沙織もまた、この学園に入学していた。

## 登場人物
ゲーム版のキャストは非公開。下記キャストはアニメ版のもの。

### 主人公
早見 拓郎（はやみ たくろう）
声：小池竹蔵
本作の主人公である平凡な少年。

### メインヒロイン
音川 沙織（おとかわ さおり）
声：都ほのか
ゲーム版声：岡村明美
拓郎のクラスメート。真面目だが、やや無理をしている。レオナとは犬猿の仲。かつてレオナの策略により檀上にて演説中に体調不良となってしまう。これにより学園中の人々が見守る中でトイレに行けず便意に屈してしまうという屈辱を味わうという壮絶な過去をもつ。

### ヒロイン
宮岸 勇気（みやぎし ゆうき）
声：Yuki-Lin
拓郎のクラスメート。性欲が強く、自らの大人びた身体をもって拓郎を誘惑してくる。
野々宮 瑠璃（ののみや るり）
声：芹園みや
拓郎のクラスメート。幼い見た目をしており、幼い言動が目立つが、いくばくかは演技であり、勇気と二人で拓郎をからかう。
金田 麻衣子（かねだ まいこ）
声：須本綾奈
拓郎のクラスメート。勤勉だが、無口な毒舌家でもある。
森本レオナ（もりもと レオナ）
声：北条明日香
拓郎のクラスメート。学園を所有する森本財閥の令嬢であり、学生組織「学友会」会長兼社交倶楽部の部長として学園を支配している。
自己中心的かつサディスティックな人物。
『DISCIPLINE LS』では主人公を務める。

### その他
森本レイナ（もりもと レイナ）
声：深井晴花
レオナの姉にして、聖アルカディア学園の学園長兼理事長。
松野 香織（まつの かおり）
声：内村みるく、御苑生メイ（DISCIPLINE 零）
山中 久美（やまなか くみ）
声：長田園、上戸琉（DISCIPLINE 零）
女子テニス部の部長。これまで、女子更衣室に忍び込んだ者を捕らえては弄んできており、必要とあらばテニスラケットで男性器を刺激することができる。
姫木 可憐（ひめき かれん）
声：如月美琴、北野妙（DISCIPLINE 零）
社交倶楽部の副部長を務める女子生徒。物腰は柔らかだが慇懃無礼な性格。味覚が他人とずれている。
山形 早紀（やまがた さき）
声：みすみ
遠藤ももえ（えんどう ももえ）
声：RUMI
西崎 百合（にしざき ゆり）
声：Ruru、桜川未央（DISCIPLINE 零）
風紀委員を務める女子生徒。サディスティックな性格をしている。
西崎 桃音（にしざき ももね）
声：AYA
百合の妹で、彼女もまた風紀委員を務める。手と口で男性器を刺激するテクニシャン。
川原
声：小栗杷子
『DISCIPLINE LS』にてレオナに食い物にされた保健室の先生。
リンダ･ハミルトン
声：春野かえる
荒木まどか（あらき まどか）
声：原島瑠璃子
藤原ななせ（ふじわら ななせ）
声：風音
伊藤 薫（いとう かおる）
声：神無月李
レオナの奴隷である男子生徒で、彼女に対しては忠誠を誓っている。
須藤（すどう）
声：中澤アユム
拓郎のクラスメート。編入してきたばかりの拓郎に対して親しく接しつつも、拓郎を様々なトラブルに巻き込む。写真部の部長も務めており、いかがわしい営みをしている。
磯辺かつお（いそべ かつお）
野球部部長。チームの弱さとかつお自身の性格が災いして廃部寸前のピンチに陥っている。
滝川ゆうじ（たきがわ ゆうじ）
声：神宮寺傘男
佐藤とおる（さとう とおる）

町田 孝造（まちだ こうぞう）
声：秋田邦彦
聖アルカディア学園の教頭で、レオナの登場により不幸な運命をたどる。
荻原 永吉（おぎわら えいきち）
声：神宮寺傘男
赤坂（あかさか）
声：夏村伊介
青山（あおやま）
声：静陵聖

## 開発
前作『Bible Black』において苦労して盛り込んだオカルト要素よりも、エロ要素が評価された反省から、本作の制作にあたっては余計な設定は織り込まず、エロ要素を重視する方針がとられた。

## スタッフ

### ゲーム版
- プロデューサー：ぽち屋
- 原画・シナリオ：聖少女
- プログラム：あんぽん
- 音楽：アーティスティックコンセプツ
- 音声編集：伊藤康夫
- 収録：セントラル録音株式会社
- 声優協力：マウスプロモーション

### アニメ版
- 企画：Show隈部（序章 - 最終章）、秋山恭男（序章 - 第三章）、キャプテン秋山（第四章 - 最終章）
- プロデューサー：Show隈部（序章 - 最終章）
- 監督：粟井重紀（序章 - 第三章）、近藤隆史（第四章 - 最終章、零）
- 監修：金沢勝眞（第四章 - 最終章）
- キャラクターデザイン：加野晃（序章 - 最終章）
- メカニックデザイン・メカニック作画監督：中村橋空技廠（第四章）、練馬空技廠（第五章）、桜台空技廠（最終章）
- シナリオ：川上修(序章)、伊刈真刀（第二章 - 最終章）
- 絵コンテ：粟井重紀（序章・第三章 - 第四章）、近藤隆史（第二章、最終章）、牧野行洋（第五章）
- 総作画監督：冬ノ空（第四章）、春ノ空（第五章）、四季恵流（最終章）
- 作画監督：加野晃（序章）、夏の空（第二章）、秋ノ空（第三章）、ダンディー鷹山（第四章）
- 演出：近藤隆史（序章 - 第三章、第五章 - 最終章）、国崎朋也（第四章）
- 美術監督：池端茂（序章 - 最終章）
- 撮影監督：土田栄司（序章 - 第三章）、冨田佳宏（第五章）、関谷能弘（最終章）
- 音響監督：中川達人（序章 - 最終章）
- 音楽（選曲）：稲船義之（序章 - 最終章〈第四章 - 最終章〉）
- アニメーション制作：HG愛好会（序章 - 第三章）、STUDIO9MAiami（第四章 - 最終章）
- アニメーション制作協力：ビッグバン（第四章）、HG愛好会（第五章 - 最終章）
- 製作：デジタルドリームデベロップメント（序章）、スタジオ九魔（序章 - 第三章）、ディースリー（第二章 - 最終章）、マイアミソフト（第四章 - 最終章）

## 関連作品

### アダルトアニメ
2003年から2004年にかけてDreamレーベルからDVDで発売された。2010年にはWHITE BEARレーベルから新シリーズが発売されたが、その際には一部声優が変更になっている。また、2009年には同レーベルから旧シリーズのBD完全版が発売されている。
1. DISCIPLINE 序章（2003年4月11日）
2. DISCIPLINE 第二章 〜監禁〜（2003年8月22日）
3. DISCIPLINE 第三章 〜陵罪〜（2003年12月19日）
4. DISCIPLINE 第四章 〜戒律〜（2004年4月23日）
5. DISCIPLINE 第五章 〜潜入〜（2004年8月20日）
6. DISCIPLINE 最終章（2004年12月17日）
7. DISCIPLINE 総集編 〜Special Edition〜（2006年10月20日）
8. DISCIPLINE 零 前編（2010年1月29日）
9. DISCIPLINE 零 後編（2010年6月25日）

### DVD-PG
2003年、2005年にかけてDVD-PGが発売された。前述のアダルトアニメ版がベースになっている。
1. DISCIPLINE DVD the GAME（2003年12月26日）
2. DISCIPLINE DVD the GAME2（2005年1月14日）
3. DISCIPLINE DVD the GAME3（2005年2月25日）
4. DISCIPLINE EX DVD the GAME（2007年4月27日）

### UMD-PG
2作品のUMD-PGが発売されている。
- ぬがせ!!DISCIPLINE 麻雀 DX（2010年11月5日 メディアバンク）
- SUPERエロスロット大戦 DISCIPLINE DX（2011年6月24日 ぷちぱれす）

### BD-PG
2作品のBD-PGが発売されている。
- ぬがせ!!DISCIPLINE 麻雀 DX Premium Edition Blu-ray（2013年4月26日 メディアバンク）
- ぬがせ!!DISCIPLINE 麻雀 DX2 Premium Edition Blu-ray（2013年7月26日 メディアバンク）

### 書籍
- DISCIPLINE オフィシャル・ファンブック（2002年11月2日） ISBN 4-89613-917-8
- 小説 DISCIPLINE（2003年2月10日） ISBN 4-8296-3501-0

## 反響
販売サイト「プロップ通販」の2002年の通期ランキングにて4位を獲得している。
のちに移籍するEmpressの女性上位で変態的なエロ作品の方向性は、本作がウケたからと聖少女自身が説明している。